# Hyboella longipennis
Hyboella longipennis är en insektsart som beskrevs av Zheng, Z. 2005. Hyboella longipennis ingår i släktet Hyboella och familjen torngräshoppor. Inga underarter finns listade i Catalogue of Life.